# 何纪抗
何纪抗（1966年7月7日—），男，江西瑞昌人，中华人民共和国军事、政治人物，中国人民解放军少將。

## 生平
1986年毕业于九江一中，考入空军西安电讯工程大学，毕业后到南京军区工作。2012年，任南京军区政治部干部部部长。2015年9月，任31集团军政治部主任。2017年1月，晋升少将军衔。2017年12月，任东部战区陆军第72集团军副政委。2019年10月1日，在中华人民共和国成立70周年阅兵上，何纪抗担任自行火炮方队领队。2020年7月，升任北部战区陆军纪委书记兼监委主任。